# Kuroko's Basketball The Movie: Last Game
Kuroko's Basketball The Movie: Last Game (劇場版 黒子のバスケ LAST GAME Gekijō-ban Kuroko no Basuke Rasuto Gēmu?) es una película animada japonesa de 2017 producida por Production I.G y distribuida por Shochiku. Esta es la primera película de la franquicia Kuroko no Basket, creada por Tadatoshi Fujimaki. 
Se estrenó en los cines japoneses el 18 de marzo de 2017. Posteriormente, ODEX proyectó la película en Singapur y Malasia el 4 de mayo de 2017, Filipinas el 17 de mayo de 2017, Indonesia el 17 de mayo de 2017 y Vietnam el 18 de julio de 2017.

## Sinopsis
El equipo de baloncesto callejero de Estados Unidos llamado Jabberwock (Jabauokku, Jabauokku) vino a Japón y jugó un partido amistoso con el equipo japonés (Strky (Starky, Sutākī)), pero después de que el equipo japonés sufrió una aplastante derrota, los miembros del equipo Jabberwock comenzaron a burlarse del Baloncesto japonés. Sus comentarios enfurecieron al padre de Riko, por lo que reunió un equipo de cinco miembros de Generación de Milagros más Tetsuya Kuroko y Taiga Kagami, llamados Vorpal Swords (Volpal Sword, Vu~oruparu Sōdo), para realizar un combate de venganza (Revenge • Match, Ribenji matchi) contra Jabberwock.

## Reparto
| Personaje                                            | Actor de voz     |
| ---------------------------------------------------- | ---------------- |
| Tetsuya Kuroko (黒子 テツヤ Kuroko Tetsuya?)         | Kenshō Ono       |
| Taiga Kagami (火神 大我 Kagami Taiga?)               | Yūki Ono         |
| Shintarō Midorima (緑間 真太郎 Midorima Shintarō?)   | Daisuke Ono      |
| Seijūrō Akashi (赤司 征十郎 Akashi Seijūrō?)         | Hiroshi Kamiya   |
| Daiki Aomine (青峰 大輝 Aomine Daiki?)               | Junichi Suwabe   |
| Atsushi Murasakibara (紫原 敦 Murasakibara Atsushi?) | Kenichi Suzumura |
| Ryōta Kise (黄瀬 涼太 Kise Ryōta?)                   | Ryohei Kimura    |
| Riko Aida (相田 リコ Aida Riko?)                     | Chiwa Saito      |
| Satsuki Momoi (桃井 さつき Momoi Satsuki?)           | Fumiko Orikasa   |
| Kagetora Aida (相田 景虎 Aida Kagetora?)             | Shinichiro Miki  |
| Kousuke Wakamatsu (若松 孝輔 Wakamatsu Kousuke?)     | Kōsuke Toriumi   |
| Junpei Hyūga (日向 順平 Hyūga Junpei?)               | Yoshimasa Hosoya |
| Kazunari Takao (高尾 和成 Takao Kazunari?)           | Tatsuhisa Suzuki |

## Producción
El tema final de esta película es "Glorious days" cantado por GRANRODEO.

## Recepción
La película se estrenó en Japón el 18 de marzo con 91 salas. La empresa vendió 124.000 entradas durante el fin de semana por 190 millones de yenes (alrededor de 1,7 millones de dólares estadounidenses). La película ocupó el sexto lugar en asistencia promedio por pantalla en su primer fin de semana después de haber sido derrotada por Pretty Cure Dream Stars! de Izumi Todo, quien debutó la misma semana y venció a Sword Art Online: Ordinal Scale de Reki Kawahara y Your Name de Makoto Shinkai. Hasta el 15 de mayo de 2017, la película había recaudado un total de más de 1.000 millones de yenes con 752.856 entradas.